# Back to the Future: The Pinball
 (mars 2023).
Si vous disposez d'ouvrages ou d'articles de référence ou si vous connaissez des sites web de qualité traitant du thème abordé ici, merci de compléter l'article en donnant les références utiles à sa vérifiabilité et en les liant à la section « Notes et références ».
Back to the Future: The Pinball est un flipper conçu par Data East et sorti en juin 1990. Il est basé sur la saga de Robert Zemeckis Retour vers le futur.